# Římskokatolická farnost u kostela sv. Václava, Brno-Obřany
Římskokatolická farnost u kostela sv. Václava, Brno-Obřany je územní společenství římských katolíků v rámci brněnského děkanství brněnské diecéze.

## Historie farnosti
Farní kostel je velmi starého původu. Původní stavba je snad románská, dnešní stavba má středověké jádro pravděpodobně z počátku 14. století. První písemná zmínka o kostele pochází z roku 1368. V roce 1395 koupili Obřany se dvěma dvory královopolští kartuziáni. Během let 1643–1645 byl kostel poničen švédskými vojsky a prošel citlivou barokní rekonstrukcí, během které byla zvýšena klenba lodi a přistavěna kaple sv. Barbory.
V roce 1713 byl kostel přestavěn a po požáru roku 1780 znovu obnoven.
Obřanská farnost byla původně rozsáhlejší. Koncem 18. století z ní byly vyčleněny Řícmanice jako součást farnosti Babice nad Svitavou, na začátku 20. století pak byly vyfařeny Husovice a Bílovice nad Svitavou. 

## Duchovní správci
Jména obřanských farářů jsou ve farní kronice zaznamenána od roku 1651, kooperátoři zde působili v letech 1767–1943. 
V letech 1819–1839 působil v Obřanech farář, známý buditel a spisovatel Tomáš Fryčaj, který je na zdejším hřbitově také pohřbený (naproti vchodu do kostela).
Od září 2014 byl ustanoven administrátorem excurrendo in spiritualibis R. D. Ing. Martin Kohoutek (farní vikář z farnosti Brno-Židenice). Toho k 1. srpnu 2016 vystřídal R. D. Josef Večeřa, nový farní vikář židenické farnosti. Od 1. října 2005 působí ve farnosti trvalý jáhen Petr Šplouchal.

## Bohoslužby
| Kostel          | Místo       | Bohoslužba (den)                | Hodina          | Poznámka     |
| --------------- | ----------- | ------------------------------- | --------------- | ------------ |
| svatého Václava | Brno-Obřany | neděle pátek 1. sobota v měsíci | 9.00 18.00 8.00 | farní kostel |

## Aktivity ve farnosti
Probíhá pravidelná výuka náboženství, scházejí se modlitební společenství manželů, mládeže a dětí. V provozu je farní kavárna, scházejí se ministranti. Aktivní je pěvecká schola. Každou čtvrtou neděli v měsíci se konají modlitební adorace. Probíhá příprava dětí na první svaté přijímání a příprava mládeže na svátost biřmování  Bohoslužeb dne 12. října 2014, kdy se konalo sčítání účastníků katolických bohoslužeb na území ČR, se ve farnosti zúčastnilo 116 věřících.
Ve farnosti se pravidelně koná tříkrálová sbírka, v roce 2015 se při ní vybralo 36 034 korun. Při sbírce v roce 2016 se vybralo 29 873 korun. Výtěžek sbírky v roce 2019 dosáhl v Obřanech 50 261 korun. 
V říjnu 2017 požehnal generální vikář Jiří Mikulášek základní kámen nového komunitního centra pro aktivity různých věkových skupin – od dětí a mládeže po seniory. Všem bud sloužit víceúčelový sál a několik kluboven.
Farnost se pravidelně zapojuje do projektu Křesťanský advent a Vánoce.
Dnem vzájemných modliteb farností za bohoslovce a bohoslovců za farnosti brněnské diecéze je 12. leden. Adorační den připadá na 31. října.